# Johann Baptist Moralt
Johann Baptist Moralt   (Mannheim, 10 de març de 1777 - Múnic, 7 d'octubre de 1825) fou un violinista i compositor alemany.
Quan tot just tenia dos anys, la família es va traslladar amb l'orquestra electoral a Múnic, on va rebre classes de violí del músic de la cort Johann Baptist Geiger quan era un nen. Johann Baptist devia desenvolupar un talent especial en el violí, perquè ningú altre que l'aleshores director d'instruments de música de la cort Christian Cannabich, probablement la personalitat més important com a director i compositor que va arribar al tribunal electoral de Múnic amb el nadiu de Mannheim, va prendre en la seva formació posterior. L'èxit d'aquests anys d'aprenentatge també va ser el corresponent, el 1792 Johann Baptist Moralt va ser admès com a "accessista" a la música del tribunal electoral als 15 anys, on el seu germà gran Joseph, dos anys, ja participava al violí el pare Adam Moralt va servir com Kalkant per viure honestament amb la seva bona dotzena de fills.
Després de dos anys més, aquest extraordinari talent va ser acceptat a l'orquestra electoral i ara va viure els grans dies de la música de la cort de Múnic amb Christian Cannabich, J. Ferandini i Carlo Giuseppe Toeschi i més tard amb Johann Friedrich Eck i Ignaz Fränzl. Tocar a l'orquestra no va ser suficient per al jove Moralt. A més del seu servei de música de cort, va prendre lliçons d'harmonia i contrapunt del professor més famós de l’època, el mestre de piano de la pista electoral Joseph Graetz, i va continuar la seva formació teòrica amb l'objectiu de convertir-se en un compositor conegut.
Als 21 anys ja era músic de la pista electoral i era un dels millors intèrprets de l'orquestra de la cort. Per descomptat, va ser membre del quartet Moralt Four Brothers Quartet, en què va tocar el segon violí i amb qui va fer importants gires internacionals a Suïssa i França. A part de moltes gires de concerts que el van introduir a diverses ciutats d'Alemanya i li van permetre participar en l'entusiasme de la jubilació que el quartet va guanyar a tot arreu, sobretot a causa de les seves interpretacions de Haydn.
De fet, Johann Baptist Moralt va tenir un bon nom en la seva època com a compositor, les composicions de la qual, principalment simfonies, intèrprets de concert i quartets, apareixen als programes dels grans esdeveniments al costat de les dels seus contemporanis. El 1811 "L'Acadèmia Musical", que s'acabava de fundar, va realitzar la seva obertura del festival amb gran èxit i un any després la seva gran simfonia, que va ser interpretada quatre vegades més per l'Acadèmia en concerts de subscripció. A la sèrie d'aquests concerts acadèmics, les composicions de Johann Baptist Moralt apareixen repetidament al programa, per exemple el seu concert de violoncel el 1813 i el 1817, que va tocar el seu germà Philipp. El biògraf musical François-Joseph Fétis enumera tota una sèrie de composicions de Johann Baptist Moralt, incloent dues simfonies per a orquestra gran, una (S major) amb Simrock a Bonn, l’altra (Sol major) a Leipzig amb Breitkopf & Härtel, un concertant per a dos violins i Lecons Méthodiques per a dos violins, tots dos treballs publicats pels germans Schott a Magúncia (amb títol francès), i alguns quartets que han estat publicats per Falter i Stidler a Múnic. A més, se li coneix una missa alemanya a quatre veus amb orgue, així com diverses composicions de música eclesiàstica a la seva finca. La cançó probablement també es va publicar a "Musikalischen Jugendfreund, I. Heft Nr. 51" de Stidler a Múnic el 1814, per Johann Baptist Moralt.

Ja el 1811, Lipowsky va escriure sobre ell que 
| « | <es distingia per diverses peces musicals que havia fet. Diverses simfonies mostren el seu afortunat talent musical, i la seva missa alemanya també demostra que és capaç de treballar en música d'església amb un èxit meravellós. En general, la seva música mostra destresa en imitacions i en frases de fugues...> | » |

Quan va aparèixer aquesta valoració, Moralt tenia amb prou feines 34 anys, per tant, només al principi de la seva carrera de compositor i ja era considerat digne al lèxic musical bavarès, l’únic diccionari d'aquest tipus que s'esmenta. Si restes una mica d'enveja i ressentiment als èxits, Johann Baptist Moralt ja haurà fet el seu paper i demostrat la seva excel·lent capacitat per rebre aquest premi.

Per cert, Johann Baptist Moralt també va tenir un bon nom com a director d'orquestra. Quan el dissabte sant de 1810 es va fer la primera representació del "Messies" de Haendel a l'església de Santa Anna, la revista "Eos" va escriure:
| « | <Per cert, donem les gràcies al valent intèrpret que, malgrat totes les dificultats, però, amb un èxit meravellós aquesta obra mestra ens ha donat una hora deliciosa. Però no podem donar prou elogis a Johann Baptist Moralt, sota la direcció del qual es va representar amb èxit aquest oratori.> | » |

Després de tot això, Johann Baptist Moralt era un autèntic músic de pura sang; és una llàstima que s'hagi transmès tan poc sobre ell. Tots els principals lèxics musicals nacionals i estrangers l'enumeren, però no hi ha arxius sobre el seu treball amb l'orquestra de la cort. El 12 de juny de 1808, a les 7 del matí, Johann Baptist Moralt es casaba amb Ottilie Gschray, filla de Johann Georg Gschray, secretari parroquial de Seefeld, a la "Peterskirche" de Múnic, després que el gabinet del cap del tribunal reial bavarès hagués emès la llicència matrimonial segons el cas, al costum del moment. Els testimonis van ser el músic de la cort Franz Xaver Pater i el feligrès Balthasar Danzer.
La núvia va néixer el 17 de desembre de 1776 a Seefeld, aparentment una noia honesta i amb una mica de fortuna que, juntament amb els ingressos del músic de la cort, "va assegurar el nivell de menjar", com era la norma i el requisit per al matrimoni en aquell moment. D'aquest matrimoni hi havia quatre fills. Els pares vivien a la casa núm. 1066 a l'Hofstatt en aquella època i la sort podria haver estat completa, però a la tardor de 1821 va morir el fill gran i, pocs anys després, s'acabaven de traslladar a la Brunnenstrasse núm. 1900, l'octubre. 7 de 1825 També va morir el músic i compositor de la cort reial Johann Baptist Moralt.
Cap a finals de maig de 1826, pocs mesos després de la mort del seu marit, van trobar Ottilie Moralt, nascuda Gschray "es va ofegar al pont del Prater a l'Isar", tal com va assenyalar el pastor de Sant Pere al Llibre dels Morts. Ja sigui un desastre o un destí confús, ningú ho sap. Es va mirar als tres orfes i la seva mare va ser enterrada per al descans etern el 26 de maig de 1826, amb el permís del pastor de Sant Pere.
El director de música reial Joseph Moralt va tenir cura dels tres fills com a oncle i tutor.
En memòria del violinista i compositor Johann Baptist Moralt i del seu nebot el pintor d'història Ludwig Moralt, la ciutat de Múnic va nomenar un carrer a Múnic-Solln el 1947.